# 弗雷斯諾克羅辛 (加利福尼亞州)
弗雷斯諾克羅辛（英語：Fresno Crossing）是位於美國加利福尼亞州馬德拉縣的一個非建制地區。該地的面積和人口皆未知。

## 地理
弗雷斯諾克羅辛的座標為37°14′14″N 119°46′31″W / 37.23722°N 119.77528°W，而該地的平均海拔高度為336米（即1102英尺）。